# بورالسگامووا
بورالسگامووا (به لاتین: Boralesgamuwa) یک منطقهٔ مسکونی در سری‌لانکا است که در ناحیه کلمبو واقع شده‌است.